# Suthirak Jantarupan
Suthirak Jantarupan (thailändisch สุทธิรักษ์ จันทรุพันธ์, * 21. Februar 1997) ist ein thailändischer Fußballspieler.

## Karriere
Suthirak Jantarupant spielt seit mindestens 2019 beim Bangkok FC. Der Verein aus der thailändischen Hauptstadt Bangkok spielte in der dritten Liga, der Thai League 3, in der Lower Region. 2019 absolvierte er für Bangkok 21 Drittligaspiele.